# Доктор Кац
«Доктор Кац» (англ. Dr. Katz, Professional Therapist) — американский комедийный мультсериал. Впервые был показан на канале Comedy Central, в России транслировался телеканалом 2×2. Оригинальный сериал озвучивался Джонатаном Кацем, Джоном Бенджамином и Лорой Сильверман. Русский перевод озвучил Никита Прозоровский и другие (остальные персонажи мужского пола).

## Описание
Шоу создано продюсерской компанией Popular Arts Entertainment (владельцы: Tim Braine, Kevin M. Meagher) с участием Джонатана Каца и Тома Снайдера для HBO. Бостонская компания Tom Snyder Productions стала непосредственным исполнителем проекта, а эпизоды обычно создавались Джонатаном Кацем и Лореном Бушаром.
Грубый, легко узнаваемый стиль компьютерной анимации, используемый в сериале, называется Squigglevision. Контуры всех персонажей и анимированных объектов непрерывно подрагивают (англ. squiggle — писать каракулями; изгибать), другие объекты статичны и, как правило, серого цвета.
Шоу строится вокруг главного персонажа, психотерапевта Джонатана Каца, чей голос и внешний вид принадлежит одноимённому комику. Доктор Кац — очень спокойный, доброжелательный человек; с женой он в разводе, любит играть на гитаре и проводить время в баре со своим другом Стэнли и барменом Джули. В каждом эпизоде на сеанс к Кацу приходят знаменитые актёры и комики. Комики, в основном, читают свой сценический материал, а сеансы терапии с актёрами и актрисами содержат больше межличностного общения с доктором. Наряду с работой сериал показывает повседневную жизнь главного героя. В таких сценах много внимания уделяется совершенно нецелеустремленному двадцатичетырёхлетнему сыну Джонатана, Бену (Джон Бенджамин), равнодушной и малополезной секретарше Лоре (Лора Сильверман), и двум друзьям: Стэнли (Уилл Ле Боу) и Джули, озвученной одним из продюсеров шоу, Джулианн Шапиро. В поздних эпизодах постоянным персонажем становится Тодд (Тод Бэрри).
Каждая серия обычно начинается со сцены завтрака Джонатана и Бена, где завязывается сюжет эпизода (например, попытка Бена стать радиоведущим). Развитие этого сюжета показано в чередовании с сеансами терапии. Почти все эпизоды заканчиваются по одному и тому же сценарию: в то время как пациент сидит в кабинете Джонатана, звучит музыка, сигнализирующая окончание сеанса, и Кац обращает на это внимание фразой «Знаете, что это за музыка? Наше время истекло» или подобной.
Часть сценария, в частности диалоги между Кацем и Беном, включает импровизацию с помощью процесса, называемого «Retroscripting»: сценарий содержит остов сюжета, оставляя диалоги намеренно расплывчатыми. Такой стиль позже появляется в анимационном сериале «Домашнее видео», в создании которого участвовали многие члены команды, работавшей над сериалом Доктор Кац.

## Оригинальная трансляция
Первый эпизод был показан 28 мая 1995 года. Всего был создан 81 эпизод, однако последние три: «Bakery Ben», «Uncle Nothing» и «Lerapy» не были показаны в США. Comedy Central начал трансляцию последнего, шестого, сезона 15 июня 1999 года, но показаны были только шесть эпизодов. Девять из оставшихся двенадцати серий решено было оставить для марафона в канун Рождества. Последние три эпизода не были выпущены вплоть до их включения в DVD-издание 2007 года.

## Упоминания вмассовой культуре
- В эпизоде сериала Южный парк под названием «Лето — отстой» Доктор Кац появляется в качестве психотерапевта Мистера Гаррисона. После того как доктор приходит к заключению, что Мистер Гаррисон является скрытым гомосексуалистом, его убивает гигантский дымовой змей, терроризирующий город.
- В эпизоде «Bush is a Pussy» сериала Мистер Шоу с Бобом и Дэвидом[англ.] доктор Кац появляется под конец вместе с Кедзи Мэтьюсом, пародией на типичного комика в колледже.
- В эпизоде «Saving Private Brian» мультсериала Гриффины в одной из вставок Питер Гриффин разговаривает с доктором Кацем. Питер делает комментарий по поводу стиля Squigglevision в котором нарисован сериал Доктор Кац:

- Что такое с тобой происходит? У тебя кожа, вроде, дергается или что-то типа этого.
- Я думаю, это какой-то вид судорог.
Оригинальный текст (англ.)- What the hell is wrong with you? Your skin is, like, moving around or something.

- I believe I'm having some sort of seizure.
- В эпизоде мультсериала Осьминоги «Government Brain Voodoo Trouble[англ.]» терапевта озвучивает не упомянутый в титрах Джонатан Кац.[1]
- В четвертом сезоне[англ.] мультсериала Космический призрак в эпизоде «Brilliant Number One» Призрак был нарисован в стиле Доктора Каца во время своего вопроса Питеру Фонда: «И что это говорит нам о твоём детстве?» («What does this tell us about your childhood?»).
- Другое упоминание было в эпизоде «King Dead» шестого сезона[англ.] сериала Космический призрак, где в качестве гостя появляется Бенджамин. Космический призрак показан в Squigglevision во время фразы «кабель важен» («cable is important») — отсылка к факту, что Доктор Кац транслировался на канале Comedy Central, а Космический призрак — на Cartoon Network, оба из которых являются кабельными.
- В пародийном фильме Фарс пингвинов Джонатан Кац появляется в роли Стива, совы, которая даёт терапевтические советы за 275 долларов в час.
- В ситкоме Help Me Help You Джонатан Кац появляется в роли доктора Каца.
- В фильме День независимости Харви Фирштейн, который играет Марти Гилберта, ссылается на своего психоаналитика, доктора Каца.
- В эпизоде сериала Duckman[англ.], где главный герой работает учителем старших классов, он сидит в своём кабинете и разговаривает с картиной на стене, на которой изображен доктор Кац.

## Комикс
Комикс с одноимённым сериалу названием был издан Los Angeles Times. Сценарий комикса написали Билл Браудис и Дэйв Блазек, а нарисовал его Dick Truxaw.

## Издания на DVD
| Название    | Дата издания   | Эпизоды |
| ----------- | -------------- | ------- |
| 1-й сезон   | 9 мая 2006     | 6       |
| 2-й сезон   | 21 ноября 2006 | 13      |
| Все эпизоды | 20 ноября 2007 | 81      |